# 起 (衛國)
衞君起（？—？），姬姓，名起，為春秋諸侯國衞國君主之一，是衞灵公之子。
衛後莊公與晉國交戰，晉國趙簡子打敗衛後莊公，立衞襄公的孫子公孫班師為衛君，莊公出逃。不久班师與齊國交戰，被打敗，齊國改立公子起為君，故稱衞君起，在位時期為前477年，在位1年。
衞君起元年（前477）時，大夫石曼尃兵變，衞君起流亡齊國。衛後莊公之子衞出公又從齊國返回衞國，擔任國君。
| 前任： 公孙般師 | 春秋衞國君主 前477年 | 繼任： 衞出公 |